# South Wimbledon (metrostation)
South Wimbledon is een station van de metro van Londen aan de Northern Line. Het metrostation, dat in 1926 is geopend, ligt in de wijk Wimbledon.

## Geschiedenis

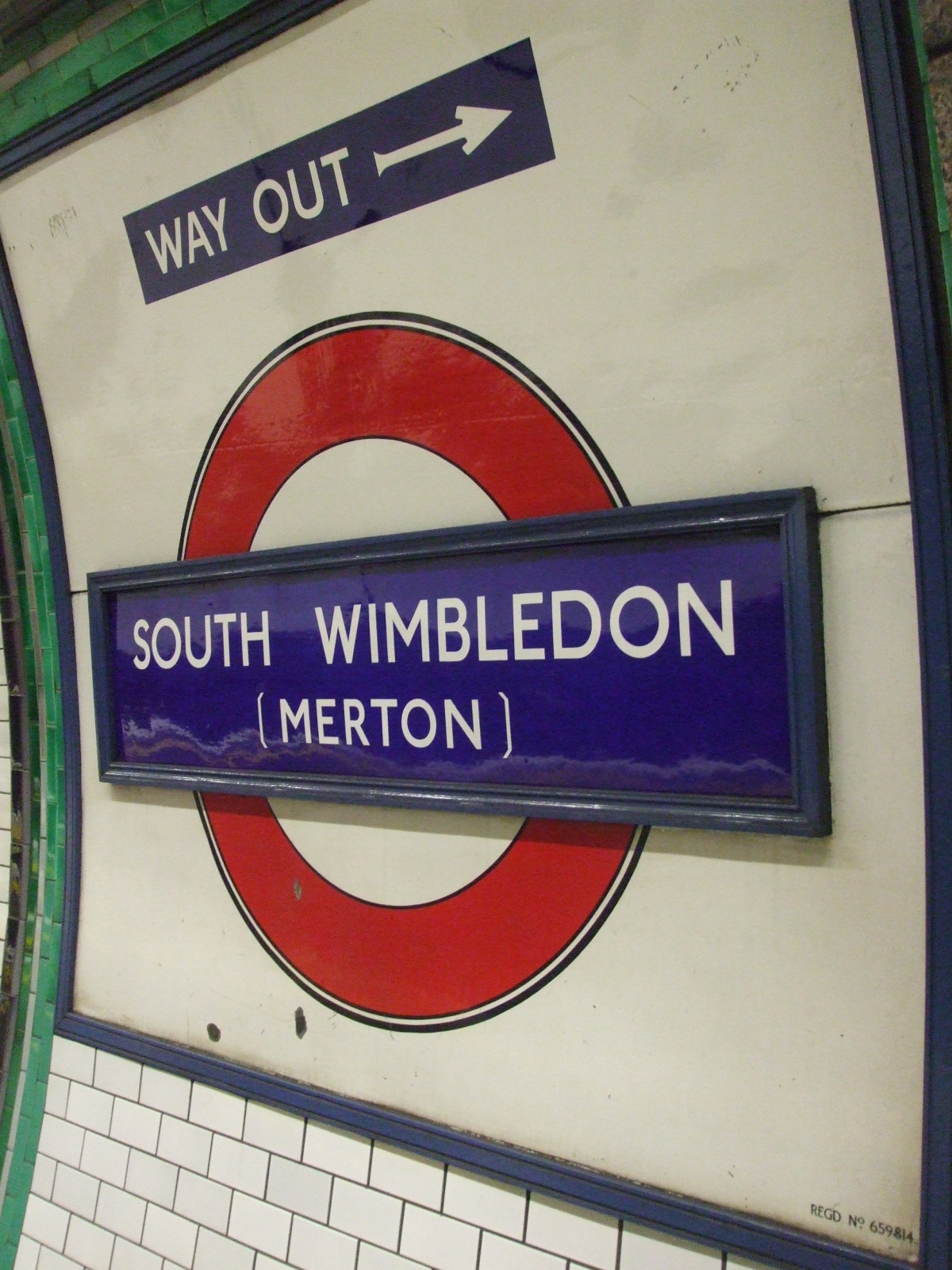
Naambord met de toevoeging Merton

In 1922 diende UERL die in 1913 de City and South London Railway (C&SLR) had gekocht, een plan in voor het verlengen van de C&SLR ten zuiden van Clapham Common. In dit plan werd het station bij het kruispunt van de Merton Road en de Merton High Street onder de naam Merton Grove opgenomen. In 1923 kon de aanleg van de verlenging met zeven stations beginnen. Franck Pick, de algemeen directeur van UERL, koos Charles Holden om de stations te ontwerpen uit onvrede over de ontwerpen van huisarchitect Stanley Heaps. Holden kwam met een standaardontwerp voor alle zeven stations. Hij ontwierp een witte betonnen doos van twee bouwlagen uit portlandsteen met een deuropening op de begane grond en daarboven een glazen wand. Op het glas kwam het grote logo van de Londense metro geflankeerd door twee zuilen met een kapiteel in de vorm van het logo van de Londense metro in 3D. Hierdoor was het gebouw meteen herkenbaar als metrostation. In aansluiting op de geografische realiteit werd het station op de metrokaarten uit 1928 weergegeven als South Wimbledon (Merton), hetgeen ook op de bewegwijzering werd gewijzigd maar niet op de gevel van het station, de toevoeging (Merton) raakte rond 1950 buiten gebruik. Het station werd op 25 juni 1987 op de monumentenlijst geplaatst.

## Ligging en inrichting
Het standaardontwerp werd afhankelijk van de bovengrondse situatie de gevel naast de doos aangepast, zo is bij South Wimbledon de gevel licht gebogen en lopen de twee bouwlagen ook buiten de doos verder door. Op de begane grond werden van meet af aan winkels naast de ingang gebouwd, deze liggen aan de noordkant in een boog aan de zuidoost kant van het kruispunt, aan de zuidkant liggen ze langs Morden Road. De verdeelhal ligt achter deze winkels en heeft een daklicht aan de bovenkant van de roltrappen. De verdeelhal is met roltrappen en een vaste trap verbonden met het dubbelgewelfdstation ondergronds. De wanden zijn zowel langs de perrons en in verdeelhal afgewerkt met geglazuurde tegels overeenkomst het ontwerp van Holden. De perrons liggen schuin onder Morden Road tussen het stationsgebouw en Milner Road. Het station is het zuidelijkste ondergrondse station van de Londense metro, het eindpunt Morden ligt in een uitgraving. Ten oosten van het station lopen de metrotunnels onder Merton High Street naar Colliers Wood. Aan de westkant van de perrons buigen de metrotunnels af naar het zuiden om vlak ten noorden van Morden bovengronds te komen.

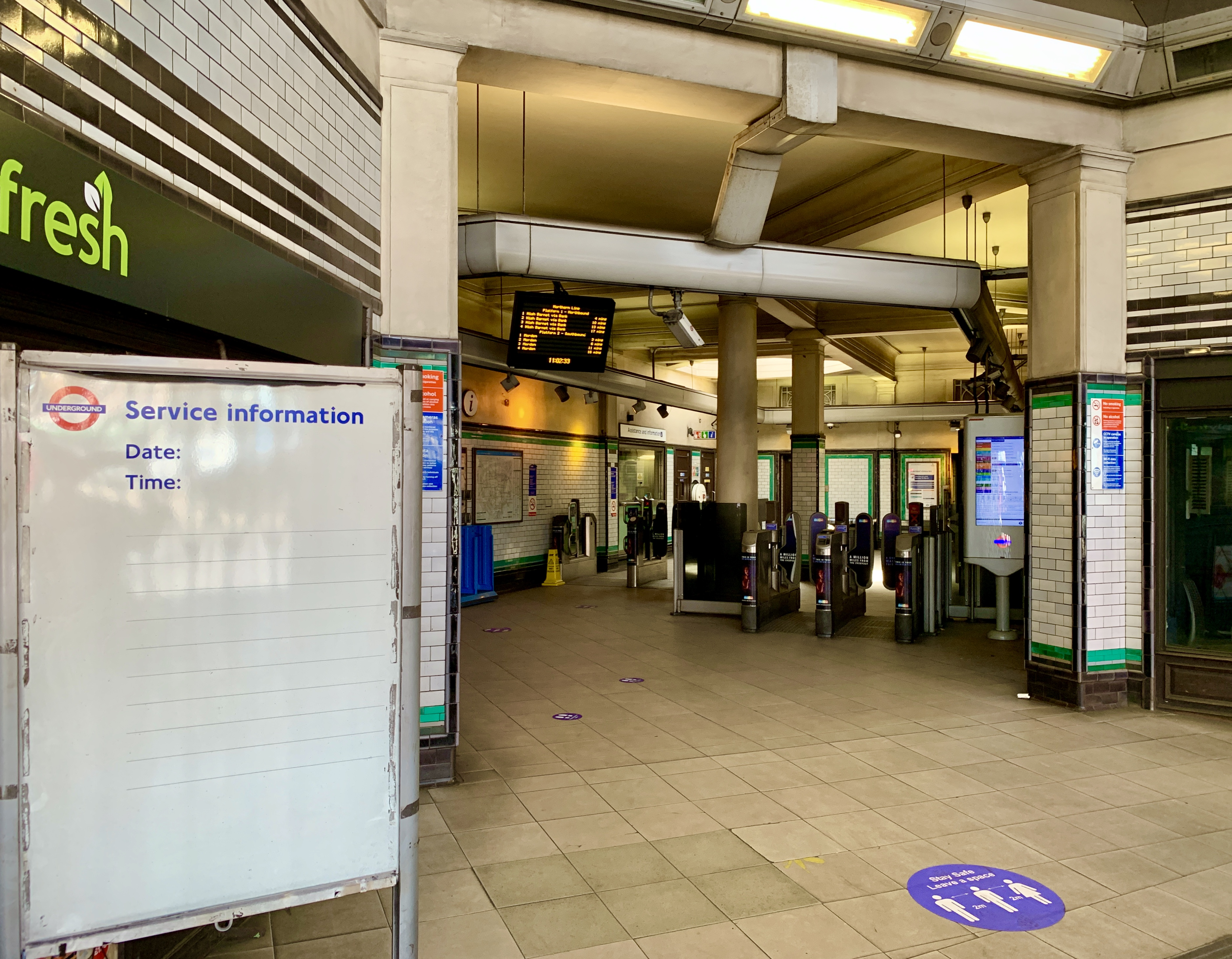
De ingang van het station
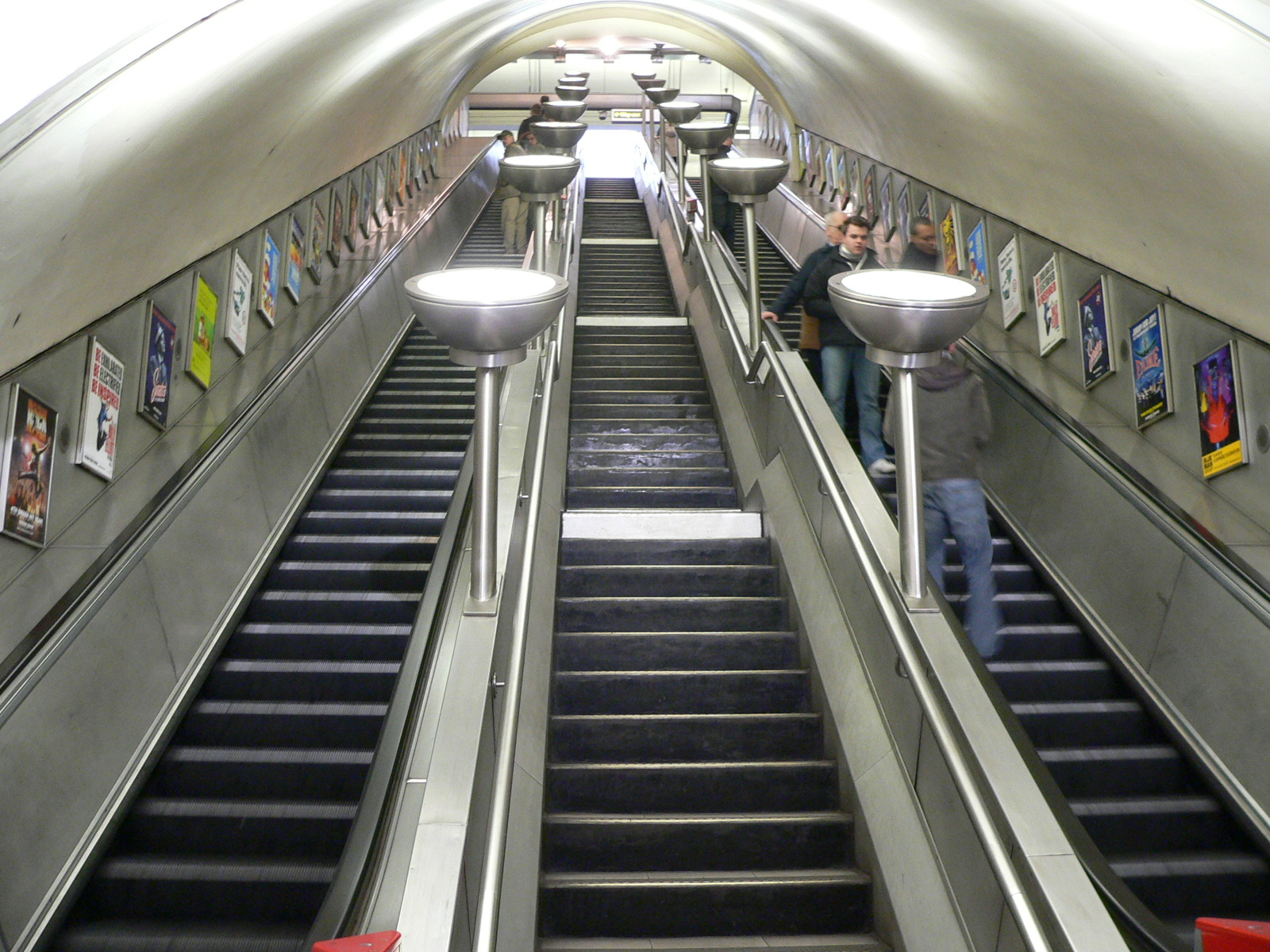
Tussen verdeelhal en perron
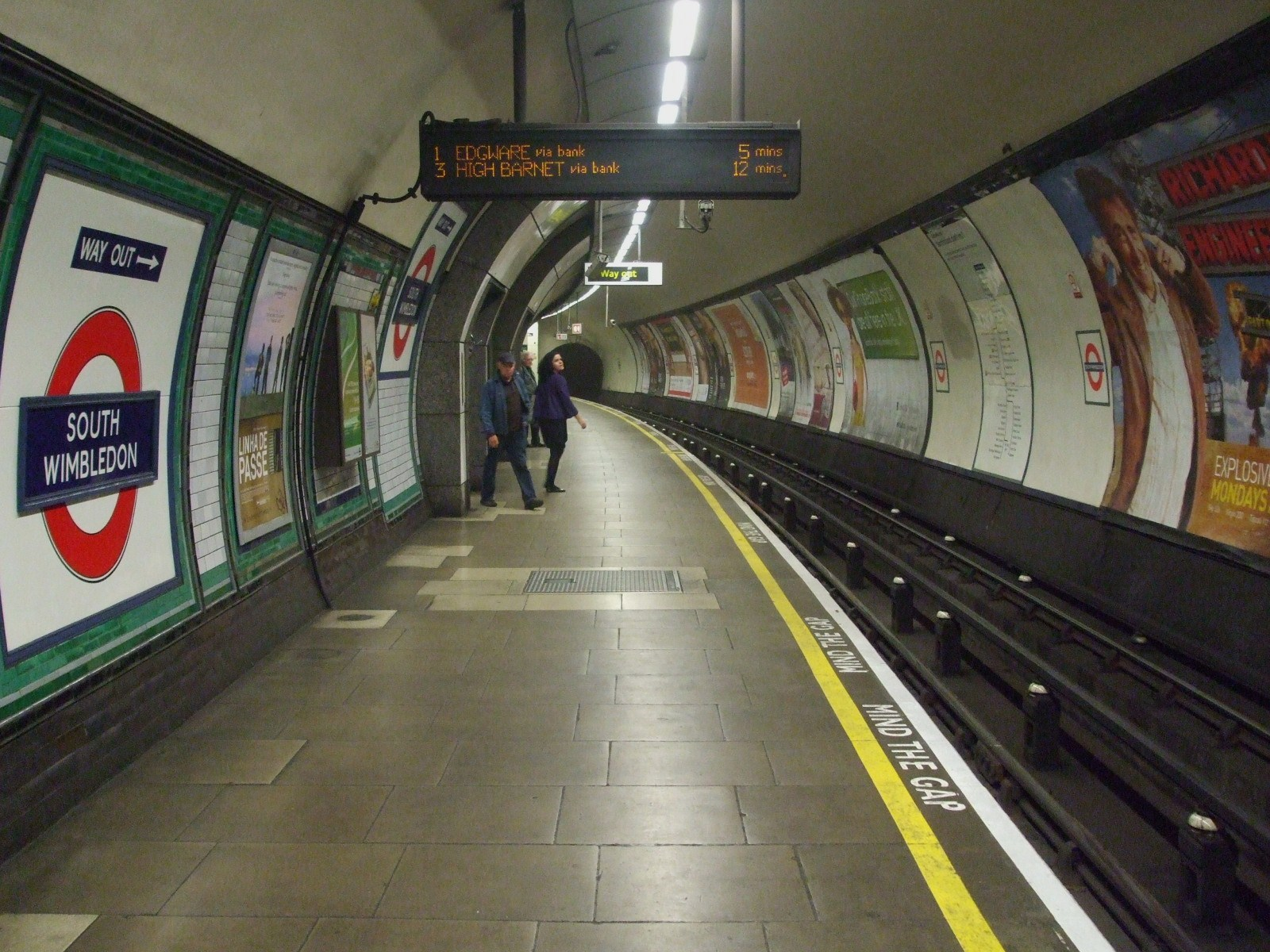
Het perron voor metro's naar het noorden gezien uit het oosten

## Tramlink
De tramhalte Morden Road ligt ongeveer 400 meter ten zuiden van het station waar de tramlijn de Morden Road kruist. Er ligt een voorstel voor de Sutton Link naar St. Helier en Sutton. Hiervoor zullen haltes voor een tram of vrije busbaan bij het station worden gebouwd waarmee een overstap op de metro wordt gerealiseerd.